# De México
De México es el segundo extended play de la banda mexicana Reik.
El álbum se caracteriza por ser una recopilación de canciones populares de algunos artistas mexicanos como Marco Antonio Solís, Joan Sebastian y Vicente Fernández, con la diferencia de que están adaptadas al estilo musical romántico y acústico de la banda.
De este álbum, se desprenden sencillos como: «Tatuajes», «Estos celos» y «Te hubieras ido antes».

## Lista de canciones
| N.º | Título                  | Intérprete original | Duración |  |
| 1.  | «Si no te hubieras ido» | Marco Antonio Solís | 4:01     |  |
| 2.  | «Tatuajes»              | Joan Sebastian      | 3:17     |  |
| 3.  | «Te hubieras ido antes» | Julión Álvarez      | 3:19     |  |
| 4.  | «Estos celos»           | Vicente Fernández   | 2:51     |  |
| 5.  | «Háblame de ti»         | Banda MS            | 3:12     |  |
| 6.  | «Fuerte no soy»         | Intocable           | 3:21     |  |